# Богодухов
Богоду́хов (укр. Богоду́хів) — город в Харьковской области Украины, административный центр Богодуховского района и Богодуховской городской общины. До 17 июля 2020 года был городом областного подчинения и составлял Богодуховский городской совет.

## География

### Физико-географическое расположение
Город находится на северо-западе Харьковской области, в лесостепной зоне, на расстоянии 58 км от Харькова. Расположен на правом, возвышенном, изрезанном балками и оврагами живописном берегу реки Мерла, ориентированной в широтном направлении. Площадь лесных массивов составляет около 20 % общей площади района. Высота города над уровнем моря 186 м. Магнитное склонение +6°.

### Климат
Город находится в зоне умеренно континентального климата. На климат района влияют воздушные массы, прибывающие из Атлантического и Северного Ледовитого океанов. Для этого климата характерны относительно теплое лето и сравнительно теплая зима, при достаточной влажности на протяжении всего года.
Средняя многолетняя температура воздуха около +7,2 °C, наиболее холодные месяцы — январь −6,9 °C и февраль −6,8 °C. Минимальная температура за последние 10 лет была в феврале 1994 года (-32,5 °C). В 1940 году температура воздуха в январе падала до −40 °C. Среднемесячная температура июля +19,8 °C; августа +19,1 °C. Абсолютный максимум +37 °C.
Среднегодовое количество осадков — 552 мм. Норма осадков в год — 500 мм. Среднее количество дней с осадками за год — 161 день. В холодное время года дней с осадками наблюдается больше. Наибольшее количество дней с осадками наблюдается в январе и феврале, но наибольшее количество осадков наблюдалось в мае — июне, хотя количество дней с осадками было меньше, но осадки были интенсивнее в виде проливных дождей. Наименьшее количество осадков наблюдалось в августе.
Осадки выпадают, чаще всего, в виде дождя в теплый период и снега в холодный. Туманы наблюдаются во все месяцы года, за исключением июня и июля, когда их почти не бывает. Осенью и зимой туман наблюдается чаще, чем весной. Наибольшее количество дней с дождем приходится на май, часто дожди бывают также в октябре. В период с ноября по март количество дней с дождем уменьшается. В этот период наблюдается снег. Нередко снег бывает в октябре и в апреле.
Среднегодовая влажность воздуха — 75 %. Наибольшая влажность приходится на холодное время года (ноябрь — февраль 85-90 %), наименьшая влажность в мае 56-60 %. 100 % влажность наблюдается при туманах в период с ноября по март, а из них чаще всего в декабре. Зимой туманы могут продолжаться на протяжении нескольких суток. Летом туманы бывают часто и продолжаются, как правило, недолго, всего до 3-5 часов. Чаще всего они наблюдаются утром.
Среднегодовая скорость ветра составляет 4 м/с. Наибольшая скорость ветра наблюдается с ноября по март. На холодное время года приходится и наибольшее число дней со скоростью ветра 15 м/с и более. Наибольшая скорость ветра, зафиксированная метеостанцией Богодухов в период с 1995 по 2000 гг., составила 24 м/с. Наибольшее количество дней со штилем наблюдается в летнее время. По направлению ветры распределяются следующим образом: зимой и весной чаще наблюдаются восточные, летом западные, осенью — южные и западные.
Наибольшее количество пасмурных дней наблюдается в период с ноября по март. Преобладание ясных дней отмечено летом (июль — сентябрь). Высота облачности чаще всего 600—800 м Облачность высотой 300—400 м наблюдается чаще всего в январе, феврале, марте, ноябре, декабре; 200 м и менее — в октябре и ноябре.
Зимой (декабрь — март) наблюдаются метели, также они нередко случаются и в конце октября — в ноябре. Зимние метели продолжаются 2—3 суток. Снежный покров держится с ноября—декабря по март. Средняя высота снежного покрова около 15 см. Среди зимних явлений наиболее часто наблюдаются гололёд и изморозь, которые могут продолжаться до 4—6 суток.
Летом наблюдаются суховеи с ветром 12 м/с и более и низкой влажностью (менее 30 %). Пыльные бури для Богодухова не характерны. В теплый период также наблюдаются грозы и град. 21 мая 1996 года был отмечен сильный град размерами более 30 мм, а местами до 50 мм.

## История

### 1571—1917
Укреплённое поселение известно со второй половины XVII века. В 1571 году оно называлось «Дьяков острог». Название «Богодухов», одной версии, название появилось от первой православной церкви, освящённой в честь Святого Духа; по другой название «Богодухов» появилось от названия Богодуховская гать, на которой стоял Дьяков острог.
Датой основания современного города, которую установил исследователь, является 1666 год 
Уже в 1668 году казаки Богодухова дали решительный отпор большому отряду крымских татар. В 1680 году Богодухов подвергся новому нападению татар. Тогда в боях погибло 49 человек, 184 татары захватили в плен. Они также уничтожили и забрали большое количество зерна, скота, ульев и другого имущества, сожгли 312 дворов.
Большие испытания выпали на долю горожан в 1708—1709 годы, во время Северной войны. Шведские захватчики Карла XII ограбили множество окрестных сёл. Обороняясь от противника, местное население организовывало партизанские отряды.
Экономическому развитию Богодухова сопутствовало его выгодное географическое положение: здесь пролегал оживлённый путь, соединявший полковые города Харьков и Ахтырку. С 1681 по 1765 год город был сотенным центром Ахтырского казачьего полка.
C 20 октября (ст. ст.) 1721 года по 1 сентября (ст. ст.) 1917 года — в составе Российской империи.
В 1781 году Богодуховская слобода получила статус уездного города. В этом же году Высочайше утверждается герб Богодухова.
Основным занятием населения города было земледелие. Развивались также различные промыслы. Богодуховские кожевники выделывали кожи, а сапожники шили обувь. Уже в начале XVIII века Богодухов был центром ремесленного производства. В документах этого времени указывается, что «главное занятие жителей — кожевенное дело». В 1780-х годах в городе работало 10 винокурен на 25 котлов, содовый завод, водяная и паровая мельницы. С ростом населения мукомольное производство получало всё большее развитие.
Значительные социально-экономические сдвиги произошли в жизни Богодухова в конце XVIII — начале XIX столетий. Стремительно росло количество населения. В 1785 в Богодухове — на тот момент уже значительном городе Харьковского наместничества — проживало 6763 человека, из них 3463 мужчин и 3300 женщин.
К началу XIX века тут насчитывалось 3959 жителей только мужского пола, из них 382 — купцы, ремесленники и прочие мещане. Развивались ремесла, всячески поддерживалась и поощрялась торговля. Значительная часть жителей города занималась чумацким промыслом. Среди них были достаточно зажиточные предприниматели.
В 1831 году в Богодухове была эпидемия холеры.
В 1860 году в городе проживало 10 552 человек, из них 111 купцов, 1717 мещан и цеховых, прочие были заняты в сельском хозяйстве.
По данным переписи 1897 года в городе жили 11 752 человек, из них 11 169 (95,04 %) указали украинский (в переписи — «малорусский») язык родным, русский («великорусский») — 414 (3,52 %), другие языки — 169 (1,44 %).

### Фотографии начала XX века
- Троицкая улица
- Базарная площадь
- Общий вид. Собор
- Большая улица. Собор
- Ремесленное училище
- Женская гимназия
- Казённый винный склад
- Больничная площадь
- Кладбище

### 1918—1991
11 января 1918 года в Богодухове была установлена Советская власть, но в апреле 1918 года город был оккупирован кайзеровскими войсками (которые оставались здесь до ноября 1918 года). 18 ноября 1918 года в городе произошло большевистское восстание, подавленное петлюровцами. 24 декабря 1918 в город вошёл 8-й Украинский повстанческий полк и была установлена Советская власть. В январе 1919 года возле города происходили бои с петлюровцами. В конце июня 1919 года город был взят белыми войсками ВСЮР и в дальнейшем летом 1919 года находился в зоне боевых действий Гражданской войны и в это время несколько раз переходил из рук в руки. Бои за город продолжались три недели, затем 6-й Богодуховский советский полк, находившийся в составе 44-й дивизии, отступил. Защитой Богодухова руководил Александр Пархоменко.
10 декабря 1919 года РККА вошла в Богодухов и в городе возобновилась Советская власть.
По данным переписи 1926 года, украинцы составляли 93,6 % населения города, русские — 3,9 %, евреи — 1,6 %. Украинский язык родным назвали 90,7 % населения Богодухова, русский — 7,2 %, еврейский — 1,0 %.
13 февраля 1930 года началось издание местной газеты.
В 1940 году, перед ВОВ, в городе был три церкви, райисполком, мукомольный и кожевенный заводы, детдом, питомник, семь ветряных мельниц.
В ходе Великой Отечественной войны 12-16 октября 1941 года город был оккупирован немецкими войсками.
17-18 февраля 1943 года освобождён от гитлеровских войск советскими войсками 309-й стрелковой дивизии 40-й армии Воронежского фронта в ходе Харьковской наступательной операции 2.02.-3.03.1943 года, но 11-12 марта 1943 года вновь был оккупирован вторично и превращён в мощный укрепленный опорный пункт.
7 августа 1943 года город был окончательно освобождён от гитлеровских войск советскими войсками 1-й танковой армии Воронежского фронта в ходе Белгородско-Харьковской наступательной операции 3-23.08.1943 года в составе: 6-го тк (генерал-майор т/в Гетман, Андрей Лаврентьевич) в составе: 22-й тбр (подполковник Веденичев, Нил Григорьевич), 200-й тбр (полковник Моргунов, Николай Викторович), 1461-го самоходного артполка (подполковник Никулин, Григорий Елисеевич).
В боях за освобождение и при обороне города погибло 998 воинов Советской армии. Они похоронены в братских могилы на территории Богодухова; им установлены четыре памятника.
В годы войны около полутора тысяч жителей города воевали на фронтах в рядах Советской армии; из них погибли 692 воина; 773 богодуховца были награждены боевыми орденами и медалями СССР.
После войны город был восстановлен.
В 1950 году здесь действовали кирпичный завод, мебельный комбинат, сахарный завод, спиртзавод, кожевенный завод, несколько других предприятий пищевой промышленности, три средние школы, пять семилетних школ, две начальные школы и ремесленное училище.
В 1968 году численность населения составляла 18 200 человек; здесь действовали авторемонтный завод, кирпичный завод, мебельная фабрика, швейная фабрика, молокозавод, плодовый комбинат, мясокомбинат, медицинское училище и историко-краеведческий музей.
В 1978 году здесь действовали ремонтный завод, два кирпичных завода, асфальтовый завод, мясокомбинат, плодоконсервный комбинат, молочный завод, комбинат бытового обслуживания, райсельхозтехника, медицинское училище, пять общеобразовательных школ, четыре лечебных учреждения, Дом культуры, 18 библиотек и 14 клубов.
В январе 1989 года численность населения составляла 18 962 человек, в это время основой экономики города являлись предприятия пищевой промышленности и производство стройматериалов.

### После 1991
В мае 1995 года Кабинет министров Украины утвердил решение о приватизации находившихся в городе АТП-16339, заводоуправления кирпичных заводов, мясокомбината, райсельхозхимии, в июле 1995 года было утверждено решение о приватизации САТП-2008.
26 марта 2004 года хозяйственный суд Харьковской области возбудил дело о банкротстве Богодуховского кожевенного завода, в сентябре 2004 года завод был признан банкротом.

### Вторжение России на Украину
15 марта 2025 в результате атаки беспилотников в Богодухове очень сильно поврежден лицей, сгорела его крыша. После второго удара была повреждена пожарная автоцистерна, после третьего – транспорт ГСЧС и 5 школьных автобусов. Потерпели серьезный ущерб ориентировочно 20 частных домов. Есть 4 пострадавших людей, у них острая реакция на стресс, среди которых женщины 72 и 76 лет.

## Население
На 1 января 2013 года численность населения составляла 15 797 человек.
По данным переписи 1926 года, украинцы составляли 93,6 % населения города, русские — 3,9 %, евреи — 1,6 %.
По данным переписи 2001 года, украинцы составляли 92,13 % населения города, русские — 6,44 %.

### Языковой состав
Родной язык населения по данным переписи 1897 года:
| Язык                       | Численность, чел. | Доля     |
| -------------------------- | ----------------- | -------- |
| Украинский («малорусский») | 11 169            | 95,04 %  |
| Русский («великорусский»)  | 414               | 3,52 %   |
| Другие                     | 169               | 1,44 %   |
| Итого                      | 11 752            | 100,00 % |

По данным переписи 1926 года, украинский язык родным назвали 90,7 % населения Богодухова, русский — 7,2 %, еврейский — 1,0 %.
Родной язык населения по данным переписи 2001 года:
| Язык       | Численность, чел. | Доля     |
| ---------- | ----------------- | -------- |
| Украинский | 16 658            | 92,31 %  |
| Русский    | 1 255             | 6,95 %   |
| Другое     | 132               | 0,74 %   |
| Итого      | 18 045            | 100,00 % |

Украинский язык является основным и единственным официальным языком города.
Вторжение России на Украину спровоцировало новую волну украинизации в городе, всё больше людей предпочитают говорить на украинском языке.
По данным Государственной службы статистики Украины в 2023/24 учебном году из 221 336 учащихся в учреждениях общего среднего образования в Харьковской области 220 933 (99,82 %) обучались в украиноязычных классах, 403 (0,18 %) — в русскоязычных.

## Экономика
- Богодуховский молокозавод.
- ЗАО «Богодуховский мясокомбинат».
- ООО «Богодуховский завод продтоваров».
- Филиал ГНПП «ОБЪЕДИНЕНИЕ КОММУНАР» — Богодуховский электромеханический завод.(https://web.archive.org/web/20101203012341/http://bemz.ltd.ua/)
- Авторемонтный завод
- Мебельная фабрика
- Плодоовощной комбинат
- Пищевкусовая фабрика
- Кирпичный завод
- Типография

## Транспорт
Через город проходят Южная железная дорога (железнодорожная станция Богодухов) и автомобильная дорога Харьков-Сумы.

## Культура

### Образование
- Школа № 1 (Лицей)
- Школа № 2 (Лицей)
- Школа № 3 (Лицей)
- Богодуховский профессиональный аграрный лицей
- Школа искусств им. В. Т. Борисова (музыкальная школа)
- Спортивная школа
- Богодуховский медицинский колледж
- Дом молодёжи

### Учреждения культуры и социальной сферы
- Дом культуры
- Дом молодёжи
- Стадион «Колос» — крупнейший спортивный комплекс района
- Редакция районной газеты «Маяк»

Также в городе находятся центральная районная больница, поликлиника, санэпидемстанция.
Наиболее распространенные в Богодухове религиозные конфессии: православные Украинской православной церкви Московского Патриархата и Киевского Патриархата, Евангельские христиане-баптисты, Адвентисты Седьмого Дня и Свидетели Иеговы.

### Достопримечательности
- Мемориал Славы. Находится в центре города, в городском парке. Построен в память о событиях Великой Отечественной войны. Перед скульптурным комплексом расположен Вечный огонь. Ежегодно 9 мая, во время торжеств по случаю Дня Победы, и 7 августа, когда отмечается День освобождения города от фашистских захватчиков, здесь проходит официальная часть церемонии.
- Памятник воинам-танкистам (освободителям города). Находится при выезде из Богодухова в направлении города Сумы.
- Экспозиция военной техники на территории войсковой части, размещённой в городе.
- Краеведческий музей.

## Дополнительная информация
Бойертаун, Пенсильвания, США.